# Mountainaire
Mountainaire és una concentració de població designada pel cens dels Estats Units a l'estat d'Arizona. Segons el cens del 2000 tenia 1.014 habitants.

## Demografia
Segons el cens del 2000, Mountainaire tenia 1.014 habitants, 417 habitatges, i 246 famílies La densitat de població era de 38,3 habitants/km².
Dels 417 habitatges en un 31,4% hi vivien nens de menys de 18 anys, en un 46,8% hi vivien parelles casades, en un 8,2% dones solteres, i en un 41% no eren unitats familiars. En el 26,6% dels habitatges hi vivien persones soles el 4,1% de les quals corresponia a persones de 65 anys o més que vivien soles. El nombre mitjà de persones vivint en cada habitatge era de 2,43 i el nombre mitjà de persones que vivien en cada família era de 3,04.
Per edats la població es repartia de la següent manera: un 24,7% tenia menys de 18 anys, un 8,5% entre 18 i 24, un 39,6% entre 25 i 44, un 23,5% de 45 a 60 i un 3,7% 65 anys o més.
L'edat mediana era de 33 anys. Per cada 100 dones de 18 o més anys hi havia 107,6 homes.
La renda mediana per habitatge era de 41.250 $ i la renda mediana per família de 49.355 $. Els homes tenien una renda mediana de 32.406 $ mentre que les dones 27.125 $. La renda per capita de la població era de 23.625 $. Aproximadament el 5,3% de les famílies i el 7,4% de la població estaven per davall del llindar de pobresa.

## Poblacions més properes
El següent diagrama mostra les poblacions més properes.